# Naturschutzgebiet Kahler Asten (Schmallenberg)
Das Naturschutzgebiet Kahler Asten ist ein 1,2 ha großes Naturschutzgebiet (NSG) auf dem im Rothaargebirge gelegenen Kahler Asten. Es liegt im Stadtgebiet von Schmallenberg westlich der Kernstadt von Winterberg im nordrhein-westfälischen Hochsauerlandkreis.

## Geographische Lage
Das Naturschutzgebiet liegt im Naturpark Sauerland-Rothaargebirge auf dem Südwestbereich der gipfelnahen Hochlagen des Kahlen Astens. Seine Ostgrenze ist die Stadtgrenze von Schmallenberg zu Winterberg. Dort grenzt das deutlich größere NSG Kahler Asten (Winterberg) mit der Lennequelle an. Außerdem stößt das NSG an das auf Schmallenberger Stadtgebiet liegende NSG Oberes Lennetal (Schmallenberg).

## Geschichte
Das Gebiet wurde 2008 mit dem Landschaftsplan Schmallenberg Südost durch den Hochsauerlandkreis als (NSG) ausgewiesen.

## Beschreibung
Das Naturschutzgebiet umfasst den kleinen Schmallenberger Teil der Bergheide mit Bergheide, Heide-Entwicklungsflächen und beerstrauchreichen Waldbeständen westlich der Kuppe des Kahlen Astens. Es handelt sich um einen knapp 400 m langen und bis 40 m tiefen Geländestreifen am mäßig geneigten Westhang des Bergs. Der südliche Gebietsteil wird von einer Schlagfläche eingenommen, die etwa zur Hälfte bereits die Vegetation einer heidelbeerreichen Bergheide trägt. Auf der anderen Hälfte kommen lokal Heidelbeertrupps vor. Der nördliche Gebietsteil trägt einen lichten Buchenwald und lichten, jüngeren Fichtenforst mit jeweils beerstrauchreichem Unterwuchs. Gelegentlich wird die Vegetation als Hochheide bezeichnet, weil man sie eine Zeit lang für ein Relikt des vergangenen Eiszeitalters hielt. Auf der Heide wachsen kaum Bäume, da aufkommende Baumsämlinge durch Schafbeweidung verbissen werden. In Teilbereichen ist allerdings die natürliche Wiederbewaldung wegen der unzureichenden Beweidung schon weit fort geschritten. Um das Landschaftsbild zu erhalten, sind immer wieder manuelle Pflegeeingriffe nötig. Die Vegetation besteht vorwiegend aus Heidekraut (Calluna vulgaris), Borstgras (Nardus stricta) und Zwergsträuchern, unter anderem Heidelbeeren (Vaccinium sp.) und Ginster (Genista s. l.).

## Tier- und Pflanzenarten im NSG
Im NSG kommen seltene Tier- und Pflanzenarten vor. Auf der Heide brüten unter anderem Wiesen- und Baumpieper. Das früher hier vorkommende Birkhuhn ist seit vielen Jahren verschwunden.
Vom Landesamt für Natur, Umwelt und Verbraucherschutz Nordrhein-Westfalen dokumentierter Pflanzenarten: Besenginster, Besenheide, Blutwurz, Borstgras, Harzer Labkraut, Heidelbeere, Himbeere, Preiselbeere, Schafschwingel, Steifer Augentrost und Wald-Hainsimse.

## Schutzmaßnahmen
1987 bis 2021 wurden die Heidebereiche in den beiden benachbarten Naturschutzgebieten durch das Bigger Josefsheim der Josefs-Gesellschaft mit Heidschnucken, einer speziellen Schafrasse aus der Lüneburger Heide, und Ziegen beweidet. Junge Bäume und Sträucher wurden vom Landschaftspflegetrupp der Biologische Station Hochsauerlandkreis mit Motorsägen und Freischneidern umgesägt. Auf Teilflächen wurde maschinell geplaggt, um eine Regeneration der Heide zu erreichen und die weitere Vergrasung zu verhindern.
Die Zahl der Besucher auf dem Kahlen Asten liegt schätzungsweise bei mehr als eine Million pro Jahr. Neben den Besuchern, die mit einem Auto anreisen, kommen viele Wanderer zu Fuß. Es gibt mehr als 20 Wanderwege, darunter den Europäischen Fernwanderweg E1, den Rothaarsteig mit vier Zugangswegen, den Sauerland-Höhenflug, den Hochsauerlandkammweg, den Rothaarkammweg und den Hanseweg, die alle über den Berg führen. Um die Belastung für das Naturschutzgebiet zu verringern, wurden diese Wege auf den Rundweg am Kahlen Asten und die beiden Zugangswege zum Turm zusammengelegt. Neben diesen offiziellen Wegen gibt es eine Vielzahl von Trampelpfaden in der Heide. Die Biologische Station Hochsauerlandkreis zählte 2011 je Quadratkilometer auf der Bergkuppe acht Kilometer Wege. Von der Biologischen Station, der Unteren Landschaftsbehörde des Hochsauerlandkreises, dem Sauerländischen Gebirgsverein, dem Rothaarsteigverein und weiteren Akteuren wurde ein Wegekonzept erarbeitet. Unter anderem sollen Hürden an Wegen die Besucher lenken.

## Schutzzweck
Die Ausweisung als Naturschutzgebiet erfolgte wegen der Heide und des dortigen Arteninventars. Wie allgemein in Deutschland üblich wurde in der Ausweisung darauf hingewiesen, dass das Gebiet „wegen der Seltenheit, besonderen Eigenart und Schönheit des Gebietes“ zum Naturschutzgebiet wurde.